# Raionul Berșad, Vinnița
Berșad (în ucraineană Бершадський район, transliterat: Berșadskîi raion) este un raion în regiunea Vinnița, Ucraina. Reședința sa este orașul Berșad.

## Demografie
Componența lingvistică a raionului Berșad
     Ucraineană (97,17%)
     Rusă (2,48%)
     Alte limbi (0,22%)
Conform recensământului din 2001, majoritatea populației raionului Berșad era vorbitoare de ucraineană (97,17%), existând în minoritate și vorbitori de rusă (2,48%).